# Hip to Be Square
«Hip to Be Square» — песня 1986 года в исполнении группы Huey Lewis and the News, ставшая вторым синглом с мультиплатинового альбома Fore!. С этой песней группа попала на первое место американского рок-чарта Album Rock Tracks и на третье в Billboard Hot 100.

## История
В песне представлены на бэк-вокальных партиях звёзды американского футбола чемпионы Джо Монтана и Ронни Лотт, члены Зала славы профессионального футбола из клуба Сан-Франциско Форти Найнерс. Сингл занял третье место в американском хит-параде Billboard Hot 100. На концерте Хьюи Льюис обычно поёт эту песню под названием «(Too) Hip to Be Square», так как и в их концертном альбоме Live at 25.
Первоначально песня была включена в сопроводительный саундтрек кинофильма 2000 года Американский психопат (где звучит эта песня), но вскоре после его выхода альбом был снят с продаж, и песня была удалена перед переизданием, но небольшое количество уже было продано. Отчёты ошибочно утверждали, что Льюис возражал против контекста, в котором его песня использовалась в фильме, и требовал удалить её из альбома. На самом деле съёмочная группа фильма заплатила за право использовать песню в фильме, но упустила из виду получение прав на включение её в саундтрек. Когда был выпущен саундтрек с песней, Льюис отозвал его, так как права на саундтрек не были обеспечены.

## Улица Сезам
Популярное детское шоу Sesame Street создало воспитательную пародию на песню «Hip to Be a Square» и использовало её во время мультипликационной части программы. Льюис сказал о пародии: «Они связались с нашим издателем, чтобы сделать это, и мы были рады дать им (право на) это. Я думаю, что это мило».

## Список треков
сингл, виниловая пластинка 7"
1. «Hip to Be Square»
2. «Some of My Lies Are True» (Remix)

сингл, виниловая пластинка 12"
- Ремикс от Шепа Петтибона[8]

1. «Hip to Be Square» (Dance remix) — 6:05
2. «Hip to Be Square» (Dub mix) — 5:11

## Позиция в чартах

### Еженедельные чарты
| Чарт (1986—1987)                   | Высшая позиция |
| ---------------------------------- | -------------- |
| Австралия (Kent Music Report)      | 17             |
| Канада, Canadian Singles Chart     | 14             |
| Нидерланды, Dutch Singles Chart    | 28             |
| Финляндия, Finnish Singles Chart   | 12             |
| Ирландия (IRMA)                    | 29             |
| Новая Зеландия (Recorded Music NZ) | 9              |
| Испания, Spanish Singles Chart     | 32             |
| Великобритания, UK Singles Chart   | 41             |
| США, Billboard Hot 100             | 3              |
| США, Billboard Adult Contemporary  | 20             |
| США, Billboard Album Rock Tracks   | 1              |

### Годовые итоговые чарты
| Чарт (1987)                         | Позиция |
| ----------------------------------- | ------- |
| США, US Top Pop Singles (Billboard) | 49      |